# Carlotta di Monaco
Carlotta di Monaco (nome completo in francese Charlotte Thérèse Nathalie Grimaldi, nota come Mademoiselle de Valentinois e Mademoiselle de Monaco; Parigi, 19 maggio 1719 – 1790) è stata una principessa e religiosa monegasca.

## Biografia

### Nascita e giovinezza

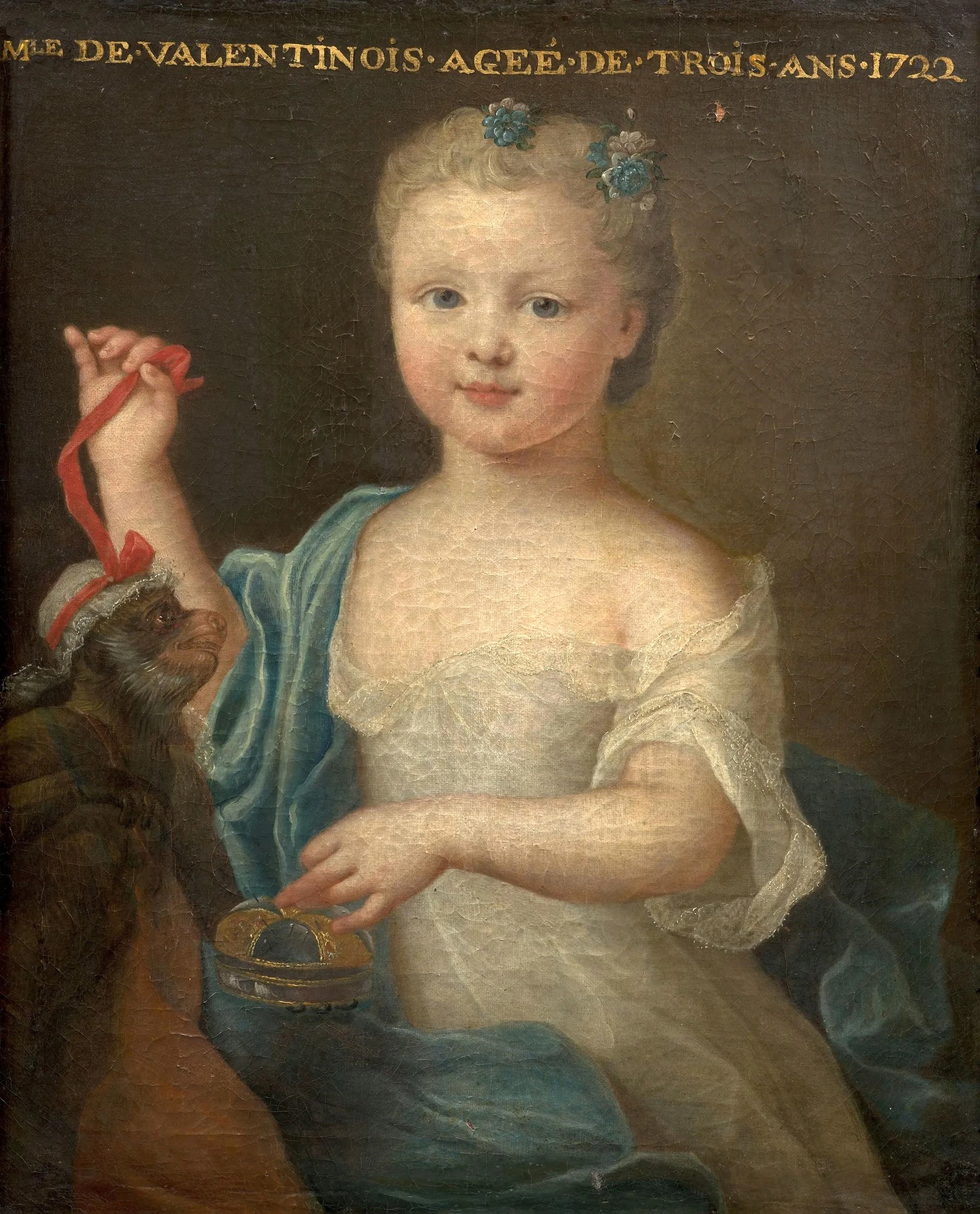
Carlotta treenne in Ritratto di Mademoiselle de Valentinois (1722), di Pierre Gobert

La principessa Carlotta nacque il 19 maggio 1719 a Parigi, presso l'Hotel Matignon, secondogenita e prima figlia femmina della futura principessa sovrana Luisa Ippolita e di Jacques Goyon, conte di Matignon.

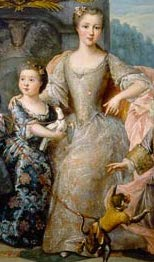
Carlotta di Monaco ritratta con la sorella Maria Francesca nel dipinto La famiglia del Duca di Valentinois (1730) di Pierre Gobert, Palazzo dei Principi, Monaco Vecchia

Già in tenerissima età i suoi genitori decisero per lei che avrebbe condotto una vita di religione, idea che si interruppe brevemente nel 1724, quando venne fidanzata, a soli 5 anni, al principe Frédéric Jules de La Tour d'Auvergne (1672-1733), figlio del Duca di Bouillon. Il fidanzamento fu sciolto infatti in breve tempo e Carlotta, una volta cresciuta, venne mandata in convento per iniziare la sua educazione religiosa.

### Vita monastica

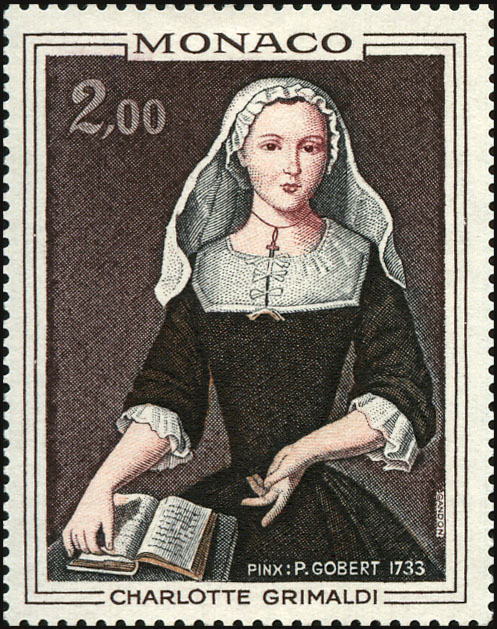
Carlotta Grimaldi in abito religioso

A 18 anni la principessa divenne monaca, quando il 21 gennaio 1738 prese i voti al Convento della Visitazione du Faubourg Saint-Jacques a Parigi, entrando nell'Ordine della Visitazione di Santa Maria.
Ricevette il velo da Antoine-Pierre II de Grammont, all'epoca arcivescovo di Besançon. Visse nello stesso convento per il resto della sua vita, uscendo solo per fare visita ai suoi famigliari.

### Morte

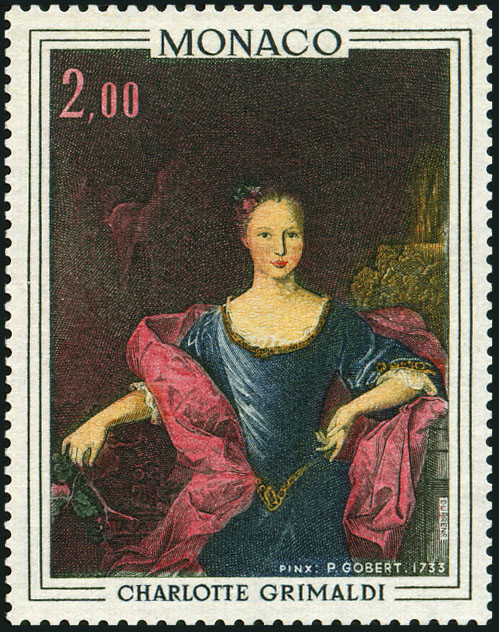
Carlotta su un francobollo del 2006

Morì nel 1790, all'età di circa 71 anni.

## Titoli e trattamento
- 19 maggio 1719 - 1790: Sua Altezza Serenissima, la principessa Carlotta di Monaco

## Ascendenza
|                          |                   |                                | Genitori                           |  |  | Nonni |  |  | Bisnonni       |  |  | Trisnonni     |  |
|                          |                   |                                |                                    |  |  |       |  |  | François Goyon |  |  | Charles Goyon |  |
|                          |                   |                                |                                    |  |  |       |  |  | François Goyon |  |  | Charles Goyon |  |
|                          |                   | Eleonor d'Orléans-Longueville  |                                    |  |  |       |  |  | François Goyon |  |  |               |  |
| Jacques Goyon            |                   |                                |                                    |  |  |       |  |  | François Goyon |  |  |               |  |
|                          |                   | Anne Malon de Bercy            | Charles II Claude Malon            |  |  |       |  |  |                |  |  |               |  |
|                          |                   | Anne Malon de Bercy            | Charles II Claude Malon            |  |  |       |  |  |                |  |  |               |  |
|                          |                   | Anne Malon de Bercy            | Catherine Habert de Montmort       |  |  |       |  |  |                |  |  |               |  |
| Jacques Goyon            |                   | Anne Malon de Bercy            |                                    |  |  |       |  |  |                |  |  |               |  |
|                          |                   | Henri Goyon                    | François Goyon                     |  |  |       |  |  |                |  |  |               |  |
|                          |                   | Henri Goyon                    | François Goyon                     |  |  |       |  |  |                |  |  |               |  |
|                          |                   | Henri Goyon                    | Anne Malon de Bercy                |  |  |       |  |  |                |  |  |               |  |
| Charlotte Goyon          |                   | Henri Goyon                    |                                    |  |  |       |  |  |                |  |  |               |  |
|                          |                   | Marie Françoise Le Tellier     | François Le Tellier                |  |  |       |  |  |                |  |  |               |  |
|                          |                   | Marie Françoise Le Tellier     | François Le Tellier                |  |  |       |  |  |                |  |  |               |  |
|                          |                   | Marie Françoise Le Tellier     | Charlotte Crespin du Bec           |  |  |       |  |  |                |  |  |               |  |
| Carlotta di Monaco       |                   | Marie Françoise Le Tellier     |                                    |  |  |       |  |  |                |  |  |               |  |
|                          | Luigi I di Monaco | Ercole Grimaldi                |                                    |  |  |       |  |  |                |  |  |               |  |
|                          | Luigi I di Monaco | Ercole Grimaldi                |                                    |  |  |       |  |  |                |  |  |               |  |
|                          | Luigi I di Monaco | Maria Aurelia Spinola          |                                    |  |  |       |  |  |                |  |  |               |  |
| Antonio I di Monaco      | Luigi I di Monaco |                                |                                    |  |  |       |  |  |                |  |  |               |  |
|                          |                   | Catherine Charlotte de Gramont | Antoine III de Gramont             |  |  |       |  |  |                |  |  |               |  |
|                          |                   | Catherine Charlotte de Gramont | Antoine III de Gramont             |  |  |       |  |  |                |  |  |               |  |
|                          |                   | Catherine Charlotte de Gramont | Françoise Marguerite du Plessis    |  |  |       |  |  |                |  |  |               |  |
| Luisa Ippolita di Monaco |                   | Catherine Charlotte de Gramont |                                    |  |  |       |  |  |                |  |  |               |  |
|                          |                   | Luigi di Lorena                | Enrico di Lorena-Harcourt          |  |  |       |  |  |                |  |  |               |  |
|                          |                   | Luigi di Lorena                | Enrico di Lorena-Harcourt          |  |  |       |  |  |                |  |  |               |  |
|                          |                   | Luigi di Lorena                | Marguerite Philippe du Cambout     |  |  |       |  |  |                |  |  |               |  |
| Maria di Lorena          |                   | Luigi di Lorena                |                                    |  |  |       |  |  |                |  |  |               |  |
|                          |                   | Catherine de Neufville         | Nicolas de Neufville               |  |  |       |  |  |                |  |  |               |  |
|                          |                   | Catherine de Neufville         | Nicolas de Neufville               |  |  |       |  |  |                |  |  |               |  |
|                          |                   | Catherine de Neufville         | Madeleine de Blanchefort de Créquy |  |  |       |  |  |                |  |  |               |  |
|                          |                   | Catherine de Neufville         |                                    |  |  |       |  |  |                |  |  |               |  |